# Newmilns
Newmilns je gradić u East Ayrshire, Škotska. Nalazi se u Irvine Valley, oko 25 milja jugo-zapadno od Glasgowa. Najbliži veći grad je Kilmarock. 